# Association française pour le développement de l'enseignement technique
 (août 2023).
L’Association Française pour le Développement de l’Enseignement Technique (AFDET), fondée en 1902 pour répondre à la crise de l’apprentissage de l’époque, a joué un rôle notable dans la naissance de l’Enseignement technique en France, et dans sa promotion tout au long de son histoire jusqu’à aujourd’hui. Née d’un partenariat entre milieux économiques et organismes de formation avec l’appui des ministères du Commerce et de l’industrie et de l’Instruction publique de l’époque, l'AFDET a développé une action autonome, en partenariat avec l’Éducation nationale et les milieux professionnels, pour défendre la valorisation et les spécificités de l’Enseignement technique et promouvoir un enseignement professionnel unifié.
Ses objectifs se sont enrichis au fil des multiples réformes du système éducatif, depuis le rapprochement école entreprise à l’orientation scolaire et professionnelle pour une meilleure insertion sociale et professionnelle des jeunes, des questions de la pédagogie et de la formation des maîtres propres à l’enseignement technique à la formation professionnelle des adultes ou formation continue, comme le précise ses statuts.
Elle dispose de la reconnaissance d’utilité publique par décret du 22 janvier 1936 et est agréée par l’Éducation nationale comme association complémentaire de l’enseignement public.

## Fonctionnement
L'association est structurée, aux termes de ses statuts, en sections territoriales sans personnalité morale regroupant les adhérents d’un territoire défini, bassin d’emploi, département(s) ou région. La section territoriale est créée par délibération du conseil d’administration de l’AFDET, ayant seule la personnalité morale, approuvée par l’assemblée générale de l’association et notifiée au préfet de Paris. Les sections territoriales d’une même région sont coordonnées au sein d’un comité régional, composé des présidents des sections élus par les adhérents ou de leur représentant, et représenté par un délégué régional élu. Le délégué est validé par le conseil d’administration de l’association. À l’heure actuelle, l’AFDET est présente dans toutes les régions sauf une, en phase de reconstitution. Son nombre d’adhérents, s’il a atteint 30 000 dans ses grandes heures, est en moyenne d’un peu moins de 1 000 adhérents, personnes physiques et morales, en baisse régulière dans le contexte de la crise des associations accentuée par le Covid-19.
L’économie de l’association repose d’abord sur les cotisations de ses membres. Ses adhérents proviennent des mondes éducatifs et économiques, ce qui est sa raison d’être. Par convention et aux termes de rapports d’activité détaillés, elle dispose d’une subvention du ministère de l’Éducation nationale.

## Histoire
L'histoire de l'AFDET s'étend sur une longue durée. Interviewé par la revue Inffo Formation en avril 2023, Claude Hui, historien de l’AFDET, rend compte de cette histoire dans son ouvrage de base.

### Début duXXesiècle

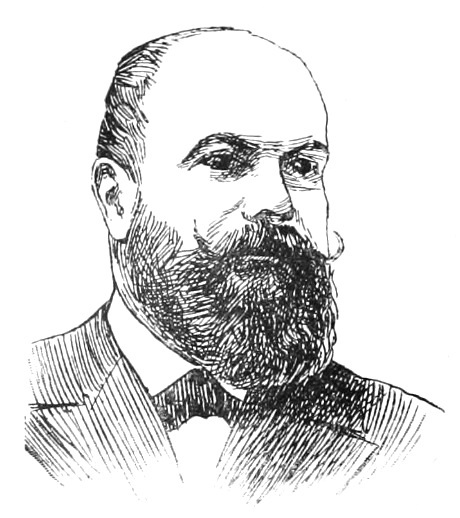
Placide Astier, à l'origine de l'organisation de l'enseignement technique en France

Au début du XXe siècle, l'AFDET, qui s'est créée en 1902 pour rattraper le retard accumulé par la France en matière d’apprentissage, a joué un rôle majeur dans la longue élaboration de la loi Astier sur l'Apprentissage en France votée en 1919, dans le contexte des fortes oppositions entre les cultures académique et économique d'alors. Cette loi pose les principes de base de l’organisation de l’apprentissage en France. Elle consacre la responsabilité de l’État en matière d’enseignement professionnel, dont celle du ministère du Commerce et de l’Industrie auquel il était rattaché aux termes de cette loi.

### L'entre-deux-guerres

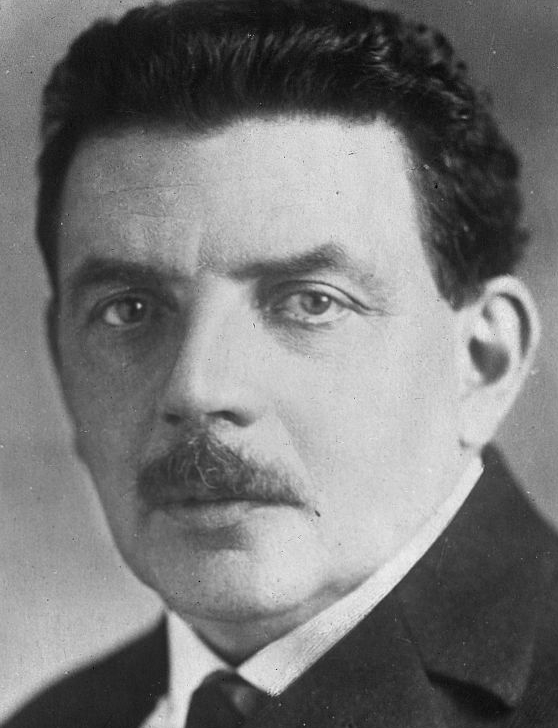
Édouard Herriot, Président de l'AFDET de 1930 à 1952

Dans l'entre-deux guerres, l’enseignement technique est rattaché en 1920 au ministère de l’Instruction publique par un sous-secrétariat d’État à l'Enseignement technique. Son histoire est depuis associée à ce ministère, qui prendra le nom de ministère de l’Éducation nationale à partir de 1932 dans le gouvernement d’Edouard Herriot, président de l’AFDET de 1930 à 1952. Cette période, jusqu'à la fin de la deuxième guerre mondiale, est marquée par le développement de l'apprentissage et de l'Enseignement technique sous l’impulsion notamment des deux directeurs de la Direction de l’Enseignement Technique, Edmond Labbé, et Hippolyte Luc. L’expérience de l’École nationale professionnelle d’Armentières dont Edmond Labbé était le directeur, sert de modèle pour l’AFDET et de laboratoire pour l’enseignement technique dans la revue de l’Association. À partir 1936, le Certificat d'Aptitude Professionnelle (CAP), issu de la loi Astier, devient le critère de référence pour définir le statut d'ouvrier professionnel.

### Les Trente Glorieuses

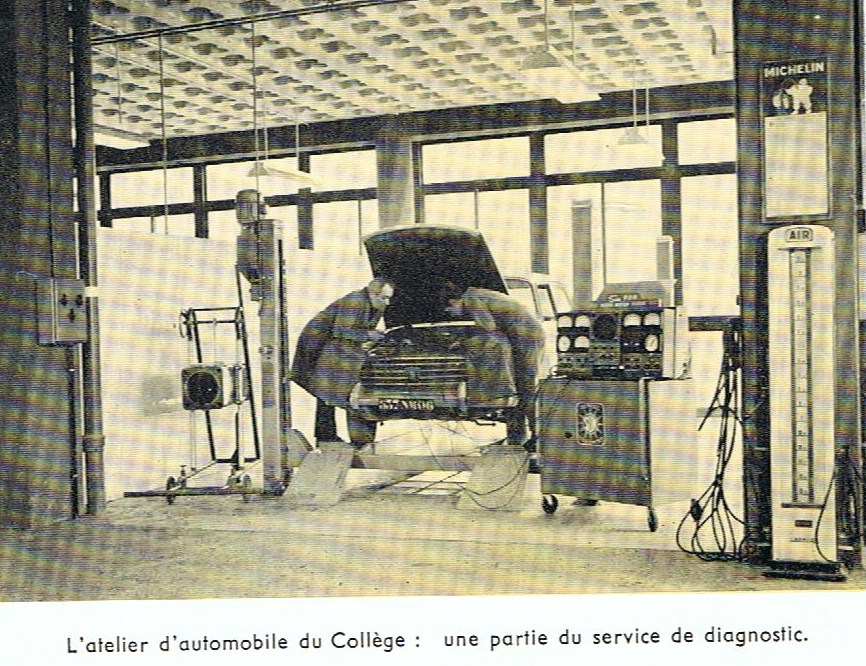
Centre d'apprentissage devenu en 1959 collège d'enseignement technique, puis lycée des « Eucalyptus » en 1964.

Dans les Trente Glorieuses, entre 1945 et 1975, l'essor sans précédent du développement économique en France est accompagné d’un même essor de la formation professionnelle scolaire et de l’apprentissage en CFA. Ces deux voies de formation professionnelle initiales en France sont alors étroitement cloisonnées. L'AFDET a apporté un soutien très actif aux Conseillers de l'enseignement technique créés en 1946. Les conseillers de l'enseignement technique (CET), acteurs bénévoles servant de liens entre l'école et le monde professionnel, toujours profondément séparés, ont occupé une place importante dans l'histoire de l'enseignement technique jusqu'en 2017. Beaucoup étaient membres de l'AFDET, au sein du Comité national des conseillers de l'enseignement technique (CNCET) jusqu'en 1984. Des débats ont lieu au sein de l'AFDET sur la réforme de 1959 instaurant au sein des collèges d'enseignement technique un enseignement technique qui conduisait pour beaucoup à la scolarisation de l’enseignement technique ne prenant pas suffisamment en compte ses spécificités, selon certains au sein de l'association. Cet enseignement sera intégré dans le collège unique avec la loi Haby du 11 juillet 1975. Il sera poursuivi dans les lycées d’enseignement professionnel à partir de 1977, puis au lycée professionnel en 1985.

### 1975 - 2015
Dans cette période marquée par une forte croissance du chômage après le choc pétrolier de 1973, l’AFDET s'implique dans la formation professionnelle des adultes qu'initie la loi Delors de 1971, et est associée au nouveau rôle des régions à partir de 1984. En formation initiale, la création en 1979 des « séquences éducatives en entreprises » a initié le développement de l’alternance sous statut scolaire conduisant à une porosité croissante entre les deux mondes éducatif et économique. L’association s’y est investie fortement, tout en agissant pour la formation des maîtres.
Dans le contexte de développement rapide des nouvelles technologies de cette période, l'AFDET apporte son soutien à la prise en compte de la technologie dès le collège et à la création du baccalauréat professionnel qui voit le jour en 1985 et rencontre un franc succès. Mais, à ses yeux, la déprofessionnalisation des programmes et des méthodes pédagogiques accompagnant la voie professionnelle scolaire, a conduit à une dévalorisation de l'enseignement technique et de sa vocation à former des personnes qualifiées.
La question de la place de l’apprentissage dans le système de formation en France est abordée à l'occasion d'une part du centenaire l’Enseignement technique, de 1987 célébrant la création des Écoles nationales professionnelles (ENP) et d'autre part du centenaire de la création de l’AFDET qu'elle organise à Lyon en 2002,.

### Depuis 2015
L’AFDET intervient au cours de l'élaboration des projets de loi en formulant des propositions[source insuffisante].
L'AFDET accompagne une action auprès des jeunes en difficulté avec un projet de Mentorat qu'elle anime dans le cadre du projet national "1 jeune 1 mentor" du collectif Mentorat,,.

## Présidents
Acteurs du Monde économique ou autres (Facteurs de formation)
- Philipe Dole 2020-
- Alain Cadix 2016-2020
- Roger Mongereau 2015-2016
- Étienne Bessac 2012-2015
- Jacques Lair 2006-2012
- Raymond Ravenel 1997-2006
- Henri Longeot (F) 1995-1997
- Maurice Catalan 1978-1986
- Henry Court (F) Charles Portet Albert Lecompte 1977-1978

Acteurs du Monde politique
- Alfred Jules-Julien 1977-1952
- Édouard Herriot 1930-1952
- Gustave Dron 1912-1930
- Modeste Leroy 1908-1912
- Émile Maruéjouls 1902-1908